# Bloedbad van Aguas Blancas

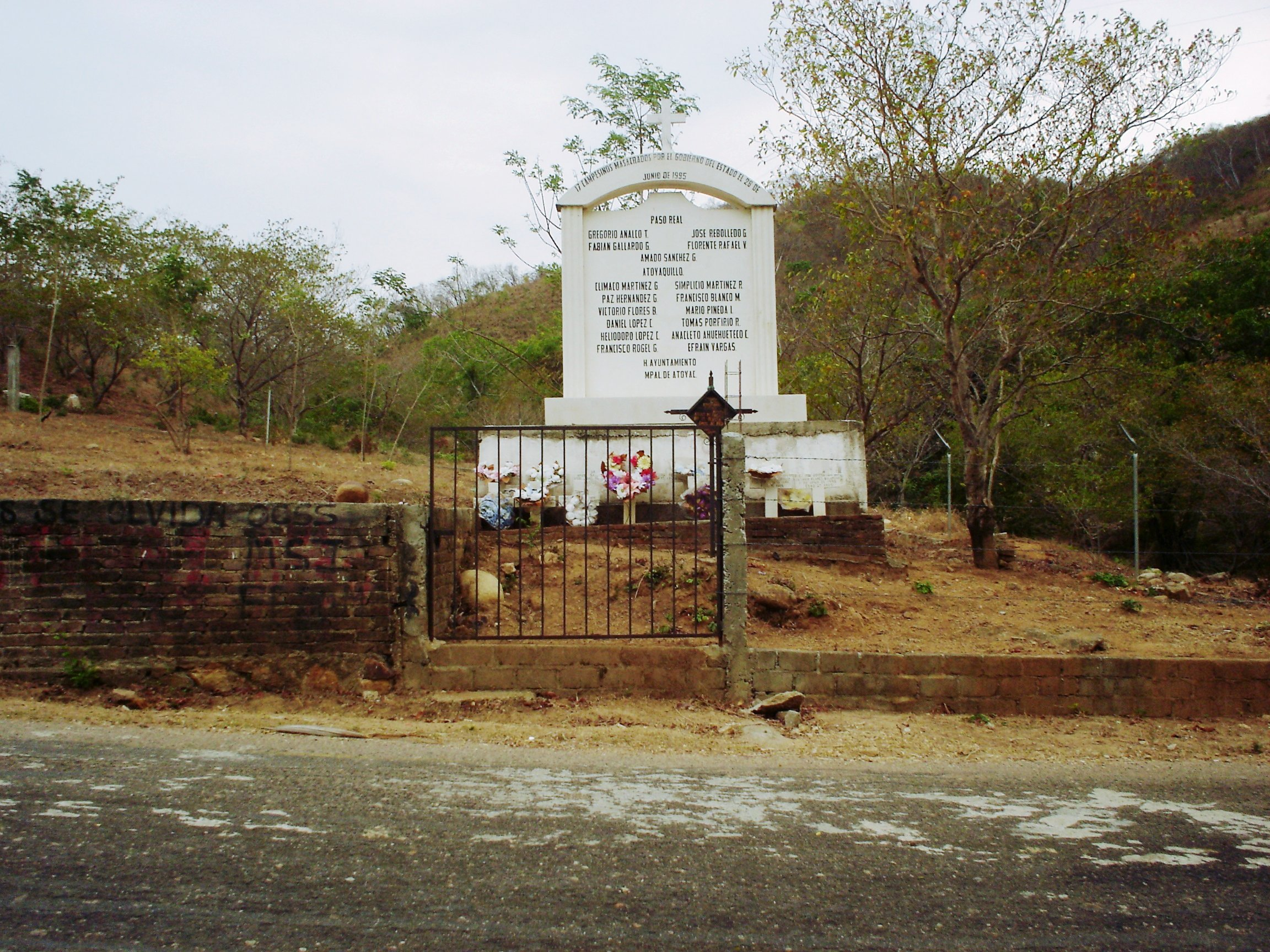
Monument ter nagedachtenis van de slachtoffers van het bloedbad van Aguas Blancas

Het bloedbad van Aguas Blancas was een bloedbad op 28 juni 1995 waarbij 17 boeren om het leven kwamen en 21 gewond raakten. Het bloedbad vond plaats bij het dorpje Aguas Blancas in de Mexicaanse deelstaat Guerrero.
Leden van een boerenorganisatie marcheerden naar Atoyac de Álvarez om de vrijlating van Gilberto Romero Vázquez te eisen, en eisten verder drinkwater, scholen, ziekenhuizen en wegen. Volgens overlevenden werden ze in een hinderlaag gelokt door gemotoriseerde politie en van dichtbij neergeschoten. Na afloop plaatste de politie wapens in de handen van de boeren en beweerde uit zelfverdediging geschoten te hebben.
Onderzoek van de mensenrechtencommissie wees uit dat het bloedbad van tevoren gepland was. Gouverneur Rubén Figueroa Alcocer werd als belangrijkste verantwoordelijke gezien, en moest vanwege het bloedbad aftreden. Naar aanleiding van het bloedbad van Aguas Blancas werd het Revolutionair Volksleger (EPR) opgericht.